# 奥比纳
奥比纳，全名曼努埃尔·德·布里托·费里奥（Manoel de Brito Filho，1983年1月31日—），是一名巴西职业足球运动员，现效力于中国足球超级联赛球会山东鲁能泰山。

## 职业生涯
奥比纳2002年在维多利亚开始职业足球生涯，2003年曾经短暂租借至低级别球队弗卢米嫩塞和马瑟欧。2004年，奥比纳开始受到关注，这一年他在各种比赛中共打进24个进球，其中19球是在巴甲联赛打进的。
2005年，在沙特联赛伊蒂哈德度过一段不算成功的经历后，奥比纳回到巴西，加盟弗拉门戈，并帮助球队获得2006年巴西杯的冠军。2007赛季对奥比纳来说是一个灰暗的赛季。他先是在2月25日和瓦斯科达伽马的比赛中膝盖前十字韧带撕裂，休战半年。9月8日，在他伤愈复出不久后和国际队在比赛中，奥比纳肘击对方球员恩迪奥而被受到停赛120天的处罚。
2009年5月25日，帕尔梅拉斯宣布租借奥比纳至赛季结束。4天后，奥比纳在南美解放者杯中首次代表帕尔梅拉斯出场，对手是乌拉圭劲旅民族队，他在这场比赛中打进一球。11月18日，奥比纳和队友马奥利斯奥发生冲突，被提前送回弗拉门戈队。
2010年1月24日，米内罗竞技签入奥比纳。他在2010赛季巴甲联赛中出场24次，打进12球。
2011年2月，中国球队山东鲁能泰山以250万欧元的转会费签下奥比纳，超过广州恒大在2010赛季签入穆里奇的价格，创造了当时中国足球联赛的转会纪录。松本山雅と契約満了。無所属完